# Nkolomastadion
Het Nkolomastadion is een multifunctioneel stadion in Lusaka, een stad in Zambia. Het stadion wordt vooral gebruikt voor voetbalwedstrijden, de voetbalclubs Red Arrows F.C. en Young Arrows F.C. maken gebruik van dit stadion. In het stadion is plaats voor 15.000 toeschouwers. Het stadion werd in 2009 gebruikt voor de COSAFA Cup 2013.